# La Ferté-Hauterive

La Ferté-Hauterive este o comună în departamentul Allier din centrul Franței. În 1 ianuarie 2022 avea o populație de 260 de locuitori.